# Ramot Menashe
Ramot Menashe (in ebraico רָמוֹת מְנַשֶּׁה‎?, letteralmente "alture di Menashe") è un kibbutz nell'Israele settentrionale. Situato nell'altopiano di Menashe tra la catena montuosa del Carmelo e la valle di Jezreel, rientra nella giurisdizione del consiglio regionale di Megiddo. Nel 2017, aveva una popolazione di 1 145 abitanti.

## Geografia fisica
Ramot Menashe si trova nell'altopiano di Menashe, da cui prende il nome il kibbutz. Il kibbutz è circondato da terreni aperti, per lo più terreni agricoli lavorati da membri del kibbutz. Le principali rotte che collegano il kibbutz ai suoi dintorni sono l'Autostrada 6 e la Strada 672.
Secondo Benny Morris, il kibbutz si trova su un terreno vicino a Daliyat al-Rawha', un villaggio palestinese spopolato, mentre Walid Khalidi fa notare che la terra di Ramot Menashe apparteneva in realtà all'ex villaggio di Sabbarin.

## Storia
Nel 1946 fu istituito un gar'in del movimento Hashomer Hatzair, composto dai superstiti dell'Olocausto e ribelli ebrei dall'Austria e dalla Polonia. Il gar'in fu chiamato "Bone HaNegev" (letteralmente "costruttori del Negev") e i membri progettarono di costruire un insediamento nel Negev. Nell'aprile 1946, i membri del gar'in salirono a bordo di una nave a La Spezia, in Italia, insieme ad altri 1400 sopravvissuti all'Olocausto, ma gli inglesi scoprirono la nave e ne impedirono la navigazione. Gli abitanti di La Spezia mandarono cibo e aiuti alla nave e fecero pressione sugli inglesi per consentire alla nave di navigare in Palestina, e alla fine gli inglesi permisero alla nave di navigare. Il 18 maggio 1946, i membri arrivarono in Palestina. Nonostante il loro desiderio di stabilirsi nel Negev, furono inviati a Ein HaShofet e Dalia per le qualifiche e il 29 luglio 1948 si stabilirono come kibbutz, contando 64 membri. Il kibbutz servì come avamposto militare durante la guerra arabo-israeliana del 1948 e, dopo la guerra, i membri si trasferirono in un luogo vicino. Hanno iniziato a ripulire il terreno e a piantare alberi. Le condizioni di vita erano dure nei primi giorni, quando i membri vivevano in caserme e tende, disconnessi dall'acqua e dall'elettricità. Nel novembre 1948, il kibbutz adottò il nome di "Ramot Menashe".
Durante i primi anni, il kibbutz assorbì diversi gar'in dell'Hashomer Hatzair dal Sud America. Nel 1950 il kibbutz assorbì un gruppo di 95 membri dell'Hashomer Hatzair provenienti da Cile e Uruguay. Nel 1955 arrivò un altro gruppo di 23 immigrati uruguaiani e nel 1962 altri 31 membri di un gruppo di giovani chiamato "Eshet".
Negli anni 1980, il kibbutz entrò in una crisi economica come parte della crisi delle scorte delle banche nazionali. La crisi economica si concluse negli anni '90, quando venne avviato un rigoroso piano di ripresa: i settori economici non redditizi furono chiusi, alcune delle attività del kibbutz vennero vendute ai privati, il bilancio della comunità fu tagliato e si diede luogo un graduale processo di privatizzazione. Il kibbutz cambiò la struttura collettiva tradizionale e decise di adottare una struttura a "rete di sicurezza".
All'inizio degli anni 2000, il kibbutz costruì un nuovo quartiere per 138 famiglie. I residenti del quartiere non sono membri del kibbutz, ma godono dei servizi della comunità del kibbutz. Pertanto, il kibbutz ha raggiunto il limite delle famiglie in base al piano nazionale di Israele n. 35, che limita il numero massimo di famiglie nel kibbutz a 400 fino al 2020. Nel 2011, durante la protesta della giustizia sociale a livello nazionale, i membri del kibbutz chiesero al governo di liberare territori intorno al kibbutz per la sua espansione. Il motivo principale era quello di consentire ai precedenti membri del kibbutz di tornare e costruirvi le loro case.